# Arandas (Ain)
Arandas ist eine französische Gemeinde mit 140 Einwohnern (Stand 1. Januar 2022) im Département Ain in der Region Auvergne-Rhône-Alpes. Sie gehört zum Kanton Ambérieu-en-Bugey im Arrondissement Belley.

## Geographie
Arandas liegt auf 724 m, 22 Kilometer nordwestlich von Belley und etwa 50 Kilometer ostnordöstlich der Stadt Lyon (Luftlinie). Das Dorf erstreckt sich im Südosten der Landschaft Bugey auf einer Hochfläche am südöstlichen Rand der Cluse des Hôpitaux, eine Klus, die den südlichen Jura von Nordwesten nach Südosten durchschneidet. Die Grenzen des 14,10 km2 großen Gemeindegebietes folgen hierbei größtenteils den Abbruchkanten der bis zu 600 m tief eingeschnittenen Täler der Cluse des Hôpitaux und der Câline. Die Hochfläche rund um Arandas wird mit Feldern bewirtschaftet, nur ihre Ränder sind bewaldet. Bedingt durch den karstigen Untergrund gibt es auf dem Gemeindeboden keine Quellen oder Fließgewässer.
Zu Arandas gehört der Ortsteil Ville d’en Haut sowie die Weiler Chantigneux (610 m), Indrieux (670 m) und Le Gabrion (645 m) im Nordwestteil des Gemeindegebietes. Die Nachbargemeinden sind Saint-Rambert-en-Bugey und Argis im Norden, Tenay und La Burbanche im Osten, Ordonnaz im Süden sowie Conand im Westen.

## Geschichte
Der Ort Arandas wurde im 7. Jahrhundert erstmals erwähnt unter dem Namen Arandatus. Im Mittelalter gehörte er zu den Ländereien der mächtigen Benediktinerabtei Saint-Rambert. Ihr 1576 zur Markgrafschaft erhobenes Gebiet gelangte mit dem Vertrag von Lyon 1601 an Frankreich. Arandas wurde 1865 von Conand getrennt, das zur eigenständigen Gemeinde erhoben wurde.

## Bevölkerung
| Jahr                       | 1962 | 1968 | 1975 | 1982 | 1990 | 1999 | 2006 | 2012 | 2020 |
| Einwohner                  | 169  | 143  | 140  | 145  | 128  | 135  | 155  | 160  | 143  |
| Quellen: Cassini und INSEE |      |      |      |      |      |      |      |      |      |

Mit 140 Einwohnern (Stand 1. Januar 2022) gehört Arandas zu den kleinen Gemeinden des Départements Ain. Aufgrund seiner Abgeschiedenheit verzeichnete das Dorf während des 20. Jahrhunderts durch starke Abwanderung einen deutlichen Bevölkerungsrückgang (1901 wurden noch 445 Einwohner gezählt). Seit Beginn der 1970er Jahre verblieb die Bevölkerungszahl auf annähernd konstantem Niveau. Die Ortsbewohner von Arandas heißen auf Französisch Arandassien(ne)s.

## Sehenswürdigkeiten
Die Pfarrkirche Saint Pierre von Arandas entstand 1214 als romanische Saalkirche, wurde aber 1874 grundlegend verändert. Von dem romanischen Bau ist noch das Gewölbe mit den Rundbögen erhalten, während der Turm und Chor an entgegengesetzter Stelle errichtet wurden, so dass sich die Ausrichtung der Kirche damit um 180° drehte.

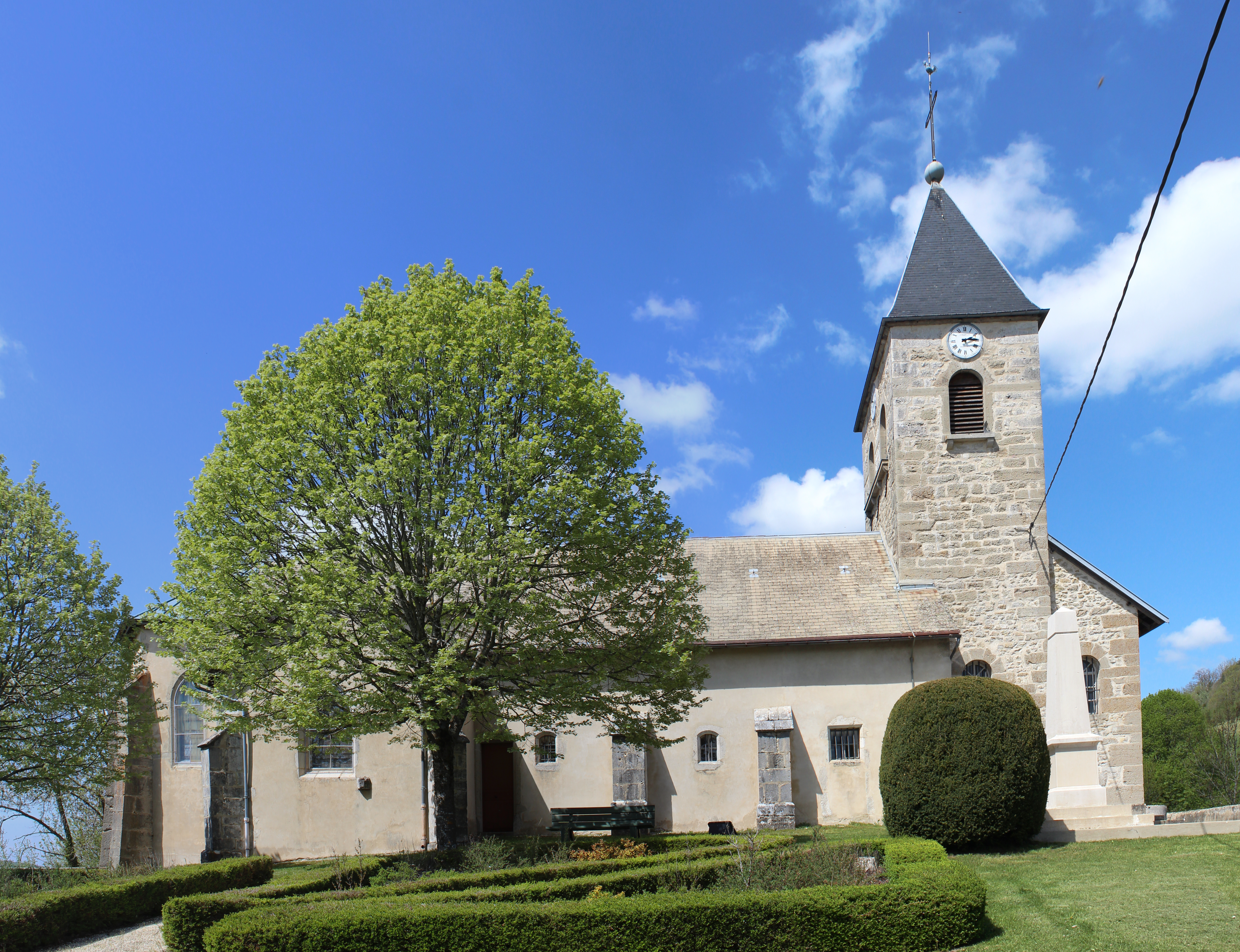
Kirche Saint-Pierre
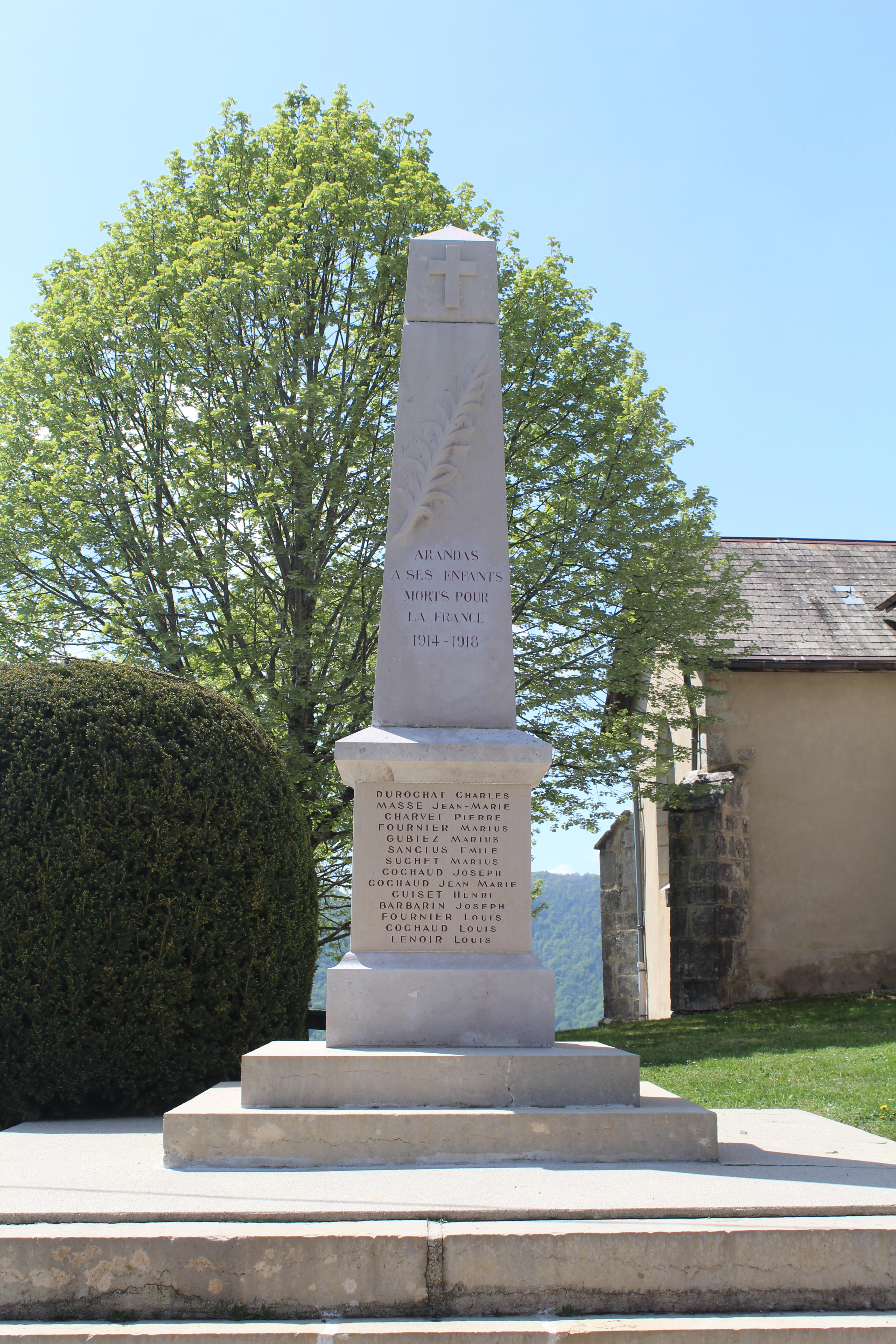
Gefallenendenkmal

## Wirtschaft und Infrastruktur
Arandas war bis weit ins 20. Jahrhundert hinein ein vorwiegend durch die Landwirtschaft und Forstwirtschaft geprägtes Dorf. Noch heute leben die Bewohner zur Hauptsache von der Tätigkeit im ersten Sektor.
Die Ortschaft liegt abseits der größeren Durchgangsstraßen. Die Hauptzufahrt erfolgt von Saint-Rambert oder Argis an der Departementsstraße D1504 durch die Cluse des Hôpitaux. Eine weitere Straßenverbindungen besteht mit Ordonnaz.
In Arandas befindet sich eine staatliche Grundschule (école élémentaire).